# Sumaja Makmur
Sumaja Makmur is een bestuurslaag in het regentschap Muara Enim van de provincie Zuid-Sumatra, Indonesië. Sumaja Makmur telt 2980 inwoners (volkstelling 2010).